# Andrés Gómez Domínguez
Andrés Gómez Domínguez   (Guadalajara, 30 de novembre de 1913 - Ciutat de Mèxic, 26 de juliol de 1991) fou un jugador de bàsquet mexicà que va competir durant la dècada de 1930.
El 1936 va prendre part en els Jocs Olímpics de Berlín, on guanyà la medalla de bronze en la competició de bàsquet.